# Hygrolembidium isodictyon
Hygrolembidium isodictyon là một loài rêu tản trong họ Lepidoziaceae. Loài này được (Herzog) R.M. Schust. miêu tả khoa học lần đầu tiên năm 1963.